# Jottabit
Jottabit – jednostka informacji, w skrócie Yb lub Ybit.
1 Ybit = 1024 = 1 000 000 000 000 000 000 000 000 bitów.
Przykładowe przeliczenia na inne jednostki:
1 Yb = 1000 Zb

Zwykle jednak:
1 Yb = 1024 Zb
8 Yb = 8192 Zb  = 1024 ZB
ponieważ IEC 60027-2 jest tylko propozycją stosowania, a nie standardem, natomiast już od zarania informatyki w tej dziedzinie nauki wykorzystywane są przedrostki dziesiętne w znaczeniu przedrostków binarnych.
Binarnym odpowiednikiem jottabitu jest jobibit, równy 280 = 10248 bitów.